# Simulium sasai
Simulium sasai är en tvåvingeart som först beskrevs av Rubstov 1962.  Simulium sasai ingår i släktet Simulium och familjen knott. Inga underarter finns listade i Catalogue of Life.